# Capigliara

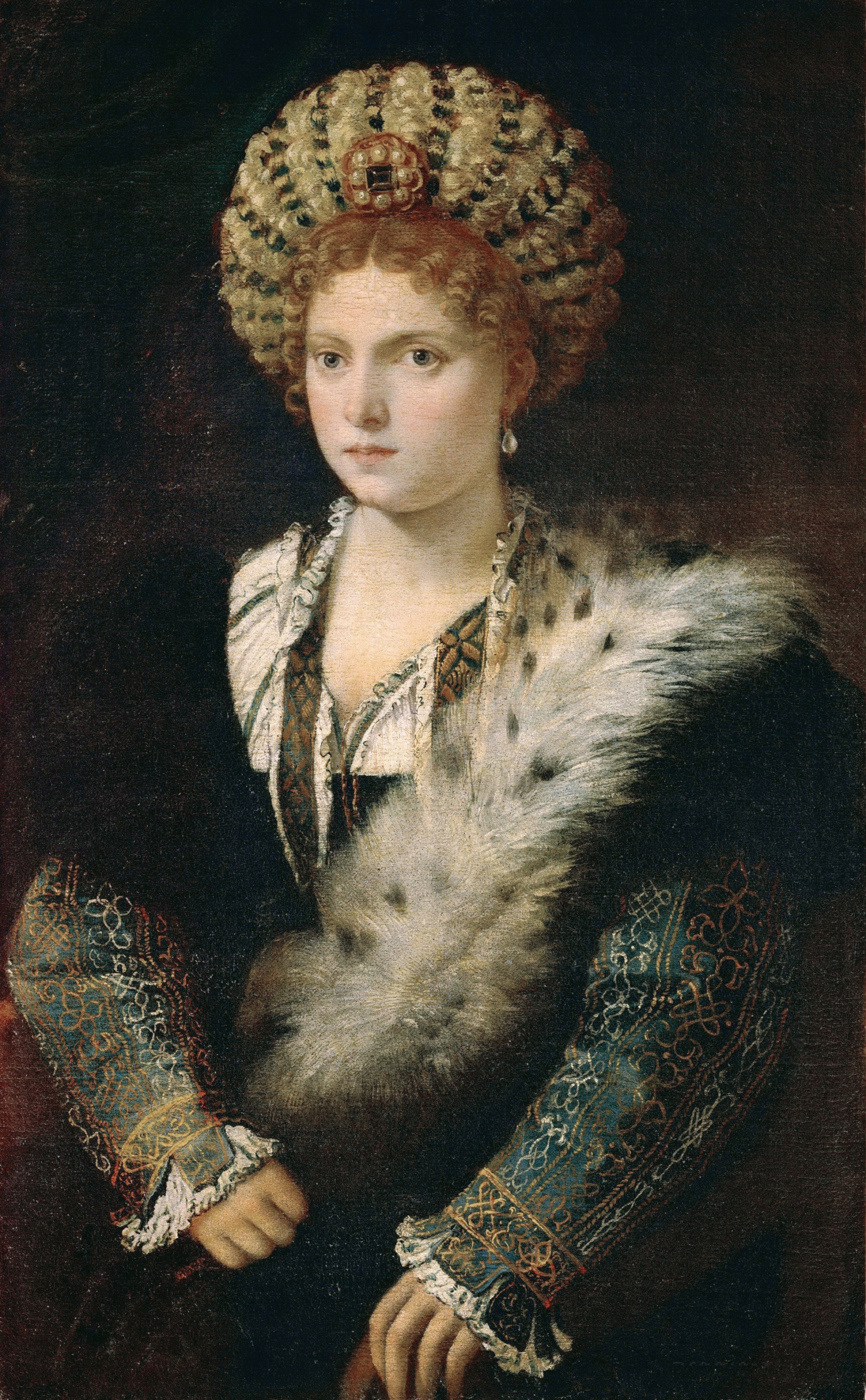
Tiziano, Ritratto di Isabella d'Este(?), 1530-1539, con una capigliara.

La capigliara è un'acconciatura, formata da capelli spesso posticci e da stoffe di seta arricciate, racchiuse in una rete accompagnata spesso da pietre preziose e perle. Venne introdotta in Italia agli inizi del Cinquecento da Isabella d'Este, marchesa di Mantova, tanto da diventare la sua acconciatura prediletta.